# リリアン・ボード
リリアン・ボード（Lillian Barbara Board、1948年12月13日 - 1970年12月26日）は、イギリスの陸上競技選手。1968年メキシコシティーオリンピックの銀メダリストである。

## 経歴
ボードはセカンダリー・スクールの生徒だった1961年に、教師からスプリンターとしての才能があることに目をつけられ、地元のスポーツクラブに入会し、本格的に陸上競技をはじめた。17歳となった1966年に、初めての大きな国際大会でなるコモンウェルスゲームズに出場。400mで決勝に残ったものの5位という結果に終わる。
ボードは18歳となった1967年に大きく飛躍した。まず、7月に開催された英連邦対アメリカの試合で400mに出場し、52秒8のヨーロッパ歴代2位の記録で優勝。イギリス中にテレビ中継されたこの試合で彼女の名は広く知れ渡った。この年出場した国際大会の400mでは、6回走って5回優勝という華々しい成績を残した。また200mでも24秒6、800mでも2分8秒7まで自己ベストを更新した。
ボードは、1968年のシーズン序盤に、440ヤードで54秒8を記録し、メキシコオリンピックの参加標準記録を突破。その後モスクワで行われた国際大会の400mで53秒5を出し、世界ランクトップに立つ。しかし、7月に行われた英国選手権では優勝確実な400mではなく800mに出場。2分2秒0という英国歴代2位の記録を出し能力の高さを見せつけた。さらに8月には西ドイツの大会で200mに出場し23秒5の自己ベスト、9月にはポーランドで400mに出場し53秒0と着実に調子を上げていった。
そして、迎えたメキシコオリンピック、ボードは400mにエントリーし、優勝候補の最右翼と目された。予選は流して53秒00、準決勝は自己ベストの52秒56と着実に調子を上げ、迎えた決勝。ゴールまで残り100mまでトップをキープ。金メダルに手がかかっていたが、ゴール直前追い上げてきたフランスのコレット・ベッソンにかわされ銀メダルに終わった。しかし、タイムは52秒12の英国新記録で、19歳で臨んだ初めてのオリンピックで表彰台という偉業を達成した。
1969年のシーズンは、シーズン当初に100mの自己ベスト（11秒9）、4×400mリレーで世界新記録を出すなど、短い距離を中心に出場していたが、靭帯の調子が思わしくなく、ヨーロッパ選手権では800mに出場。この種目のヨーロッパランク8位と、さほど期待されていなかったが、決勝で2分1秒4の自己ベストで、予想外の金メダルを獲得。さらに、4×400mリレーにもイギリスチームのアンカーとして出場。フランスのアンカーのベッソンと写真判定となる激戦となったが、金メダルを獲得。タイムも、3分30秒8の世界新記録であった。
1970年のシーズンは、800mのスタミナをつけるため、初めて1マイルに挑戦。5月に行われたローマの試合で、4分44秒6の英国歴代2位の記録を樹立。しかしこのレース直後、胃の調子がおかしくなり、医者からはウイルス性のものと診断され薬を処方される。その後も体調不良のまま試合に出場し続け、6月13日には4×800mリレーで世界新記録を樹立。その1週間後、激しくなる胃痛と減少し続ける体重に苦しみながら、英国選手権の800mでは3位に終わってしまう。このレースが彼女のラストレースとなる。
その後、病院でレントゲンを撮り、膀胱炎とクローン病と診断される。そのため7月のコモンウェルスゲームズに出場することができなくなってしまう。しかし、9月になり、さらに精密検査を行ったところ、彼女の病名は末期の大腸癌であることが判明。10月には、胃に転移をしており余命2ヶ月と診断された。
ボードは、その後も病と闘い続けていたが、12月24日に昏睡状態に陥ってからは目を覚ますことなく、12月26日にこの世を去った。彼女の22歳の誕生日からわずか13日後であった。

## 主な実績
| 年   | 大会                 | 場所                     | 種目          | 結果 | 記録     |
| ---- | -------------------- | ------------------------ | ------------- | ---- | -------- |
| 1968 | オリンピック         | メキシコシティ(メキシコ) | 400m          | 2位  | 52秒1    |
| 1968 | オリンピック         | メキシコシティ(メキシコ) | 4×100m リレー | 7位  | 43秒7    |
| 1969 | ヨーロッパ陸上選手権 | アテネ(ギリシャ)         | 800m          | 1位  | 2分01秒4 |
| 1969 | ヨーロッパ陸上選手権 | アテネ(ギリシャ)         | 4×400m リレー | 1位  | 3分30秒8 |